# کاخ شهوند

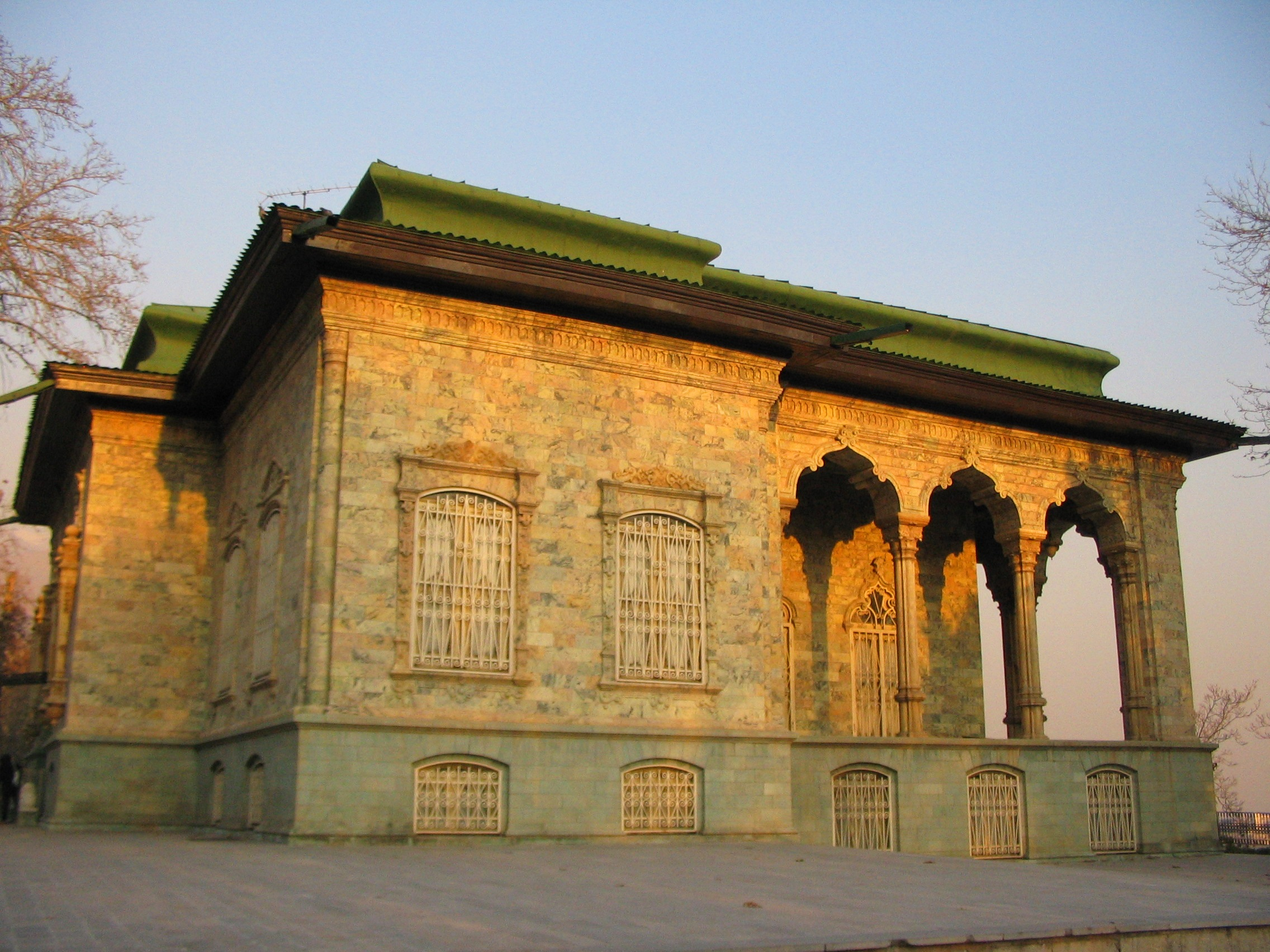

کاخ شهوند یا کاخ سبز، در نقطه‌ای مرتفع، در شمال غربی مجموعه سعدآباد قرار دارد. این کاخ در ابتدا به صورت ساختمانی نیمه‌تمام بود که به علیخان حاکم (والی) تعلق داشت و تپه‌ای که ساختمان روی آن واقع شده بود، به تپهٔ علیخان معروف بود. رضاشاه، پس از این‌که ساختمان واقع بر این تپه را از علیخان خریداری کرد، کاخ کنونی را بنا نهاد و کار ساخت و تکمیل آن از زمان وزارت جنگی او، تا اوایل سلطنتش (سال‌های ۱۳۰۱ تا ۱۳۰۷ خورشیدی) به طول انجامید. این کاخ با تلاش هنرمندان و معماران ایرانی، پس از هفت سال کار، در دو طبقه (زیرزمین و همکف) بنا گردید. رضاشاه از طبقه همکف به عنوان محل زندگی و دفتر کار خود و از زیرزمین به عنوان انباری استفاده می‌کرد. همچنین یک تالار غذاخوری مجلل با میز و صندلی‌های منقش و کنده‌کاری شده و همچنین ظروف نفیس چینی و سرامیک و نقره ایتالیایی مخصوص پذیرایی تشریفاتی میهمانان مورد استفاده قرار می‌گرفت.

## ویژگی‌ها
این کاخ به دلیل استفاده از سنگ‌های سبز کمیاب معدن خمسه زنجان و سنگ مرمر خراسان، در نمای خارجی آن، به قصر سنگی یا کاخ مرمر نیز معروف است.
ملات سنگ‌ها، از جنس سرب است و مانع شکستن آن‌ها در اثر انقباض و انبساط می‌شود. دروازهٔ اصلی کاخ، از سمت شمال غربی به سمت رشته کوه‌های مرتفع البرز گشوده می‌شود. سَردر و ستون‌های ورودی کاخ، نیز از جنس سنگ مرمر خراسان و ترکیب و تلفیقی از نقوش و موتیف‌های هنر ایرانی و اروپایی است. با بازسازی و مرمت کاخ، به کاخ شهوند، معروف گردید و پس از انقلاب ۱۳۵۷، به کاخ سبز تغییر نام داد. گچ‌بری و آینه‌کاری ظریف و زیبای درون کاخ، کار دست هنرمندان ایرانی ناشناس است. تذهیب دیوارها، اثر استاد حسین بهزاد و خاتم‌کاری‌ها، حاصل کار گروهی کارگاه محمد صنیع‌خاتم است. مساحت زیربنای کاخ، در دو طبقه، ۱۲۰۳ متر مربع است و معمار آن، میرزا جعفر کاشی معروف به معمارباشی بوده‌است. یکی از زیباترین قسمت‌های این کاخ، تالار آیینه روی تمامی آیینه‌ها، با گل‌هایی از گچ تزئین شده و با قالی مشهد ۷۰ متری زیبایی، که اثر عبدالمحمد عمواغلی است، فرش شده که دفتر کار رضاشاه نیز بوده‌است. در این تالار، یک دست مبل گوبلن‌دوز کار دست، مربوط به دوره قاجار قرار دارد. میز وسط تالار، کار کشور فرانسه و متعلق به قرن ۱۸ میلادی است. پرده‌ای نقره فام به چوب پرده‌ای منبت کاری شده، پنجره تالار را مزین کرده‌است. از ویژگی‌های این تالار، همخوانی نقش وسط فرش، با طرح سقف است که با ابریشم خاص و ریز بافت به مدت هفت سال (از ۱۳۰۱ تا ۱۳۰۷ خورشیدی) توسط هنرمندان مشهد به طول انجامیده‌است.
آینه‌کاری سقف با طرح قندیل، کار هنرمندان ایرانی است. از دیگر وسایل باارزش این کاخ، می‌توان به مجسمه‌ها و مبل‌های دوره لویی شانزدهم و همچنین دو میز کنسول مربوط به دوره ناپلئون اشاره کرد. از دیگر تالارهای این کاخ که روبروی تالار آینه واقع شده و به عنوان اتاق خواب رضاشاه بوده و نبودن تخت خواب یا رخت خواب است و پنجره‌ای که رو به دربند با چشم‌اندازی زیبا باز می‌شد.
کاخ شهوند که بنای تکمیلی آن از زمان وزارت جنگ رضاخان تا اوایل زمامداریش (۱۳۰۱ تا ۱۳۰۷ هـ. ش) به طول انجامید، پیش از آن ساختمانی بود متعلق به شخصی به نام «علیخان» که از زمینداران سرشناس آن زمان بود و تپه‌ای که این کاخ بر آن بنا شده به نام او به «تپه علیخان» معروف است. این بنا، اولین کاخی است که توسط معماران و هنرمندان ایرانی ساخته شد.
حسین لرزاده تزئین و نقش و نما، میرزا جعفر کاشی معماری، حسین طاهرزاده بهزاد تندیس‌های دیواری و خاتم کاری‌های بی نظیر و ظریف آن را به انجام رسانده‌اند.
در نمای خارجی این کاخ، از سنگهای سبز معدنی منحصر به فرد خمسه زنجان استفاده شده و وجه تسمیه کاخ نیز به همین سبب است. ملاط سنگها از «سرب» است که به واسطه خاصیت انبساط و انقباض آن، برای جلوگیری از خردشدن سنگها در حرارتهای مختلف مورد استفاده قرار گرفته‌است.
این بنا، اولین کاخ مجموعه سعدآباد است که در زمان پهلوی به بهره‌برداری رسیده‌است. در اصلی کاخ از سمت شمال غربی به سوی کوه‌های مرتفع البرز باز می‌شود. چشم‌انداز کاخ از سوی جنوب، شهر بزرگ تهران است و تنها کاخی است که منظره بدیعی را پیش چشم بیننده می‌گستراند. مساحت زیربنای کاخ به استثنای زیرزمین حدود ۱۳۷۲متر مربع است.
ساختمان کاخ از دو طبقه تشکیل شده، طبقه اول شامل پله ورودی، تالار آینه، ناهار خوری، اتاق کار و پذیرایی است. طبق دیگر زیرزمین کاخ است که در سال ۱۳۵۲ خورشیدی بازسازی شد و شامل سالن پذیرایی، دو اتاق خواب با سرویس، سالن ناهارخوری است. کاخ سبز در زمان سلطنت محمد رضا شاه به اقامتگاه مهمانان خارجی خصوصی دربار اختصاص یافت و افرادی چون ملک حسین و کنستانتین پادشاه سابق یونان و جیمی کارتر رئیس‌جمهور وقت آمریکا در آن اقامت داشته‌اند.

لوگو کاخ موزه سبز(شهوند)
این نقش که با عنوان (گردونه مهر يا چليپا ) نامیده شده بعدها تكامل يافته آن به نام "شمسه "شهرت پيدا كرد و علاوه بر جنبه نمادين و تزئينى،جنبه هاى اعتقادى و معنوى آن نیز باعث ماندگارى اين نقش گردید.
شمسه هشت ،كه از تركيب دو مربع تشكيل شده می باشد در دوران قبل از اسلام نماد نور و روشنايى و بعد از اسلام نماد نور الوهيت گرديد که در اكثر هنرهاى ايرانى اسلامى استفاده مى شود.
لازم به ذکر است ،با توجه به اهميت طراحى لوگو كه بخشى از هويت بصرى موزه را تشكيل مى دهد،نيمه اى از شمسه هشت كه طرح كامل آن در نقوش زيباى آيينه كارى و خاتم كارى هاى منحصربفرد كاخ موزه سبز به كار رفته است ،نماد و نشان مشخصى براى اين مكان در نظر گرفته شد. طراح: رویا امیدی

## نگارخانه

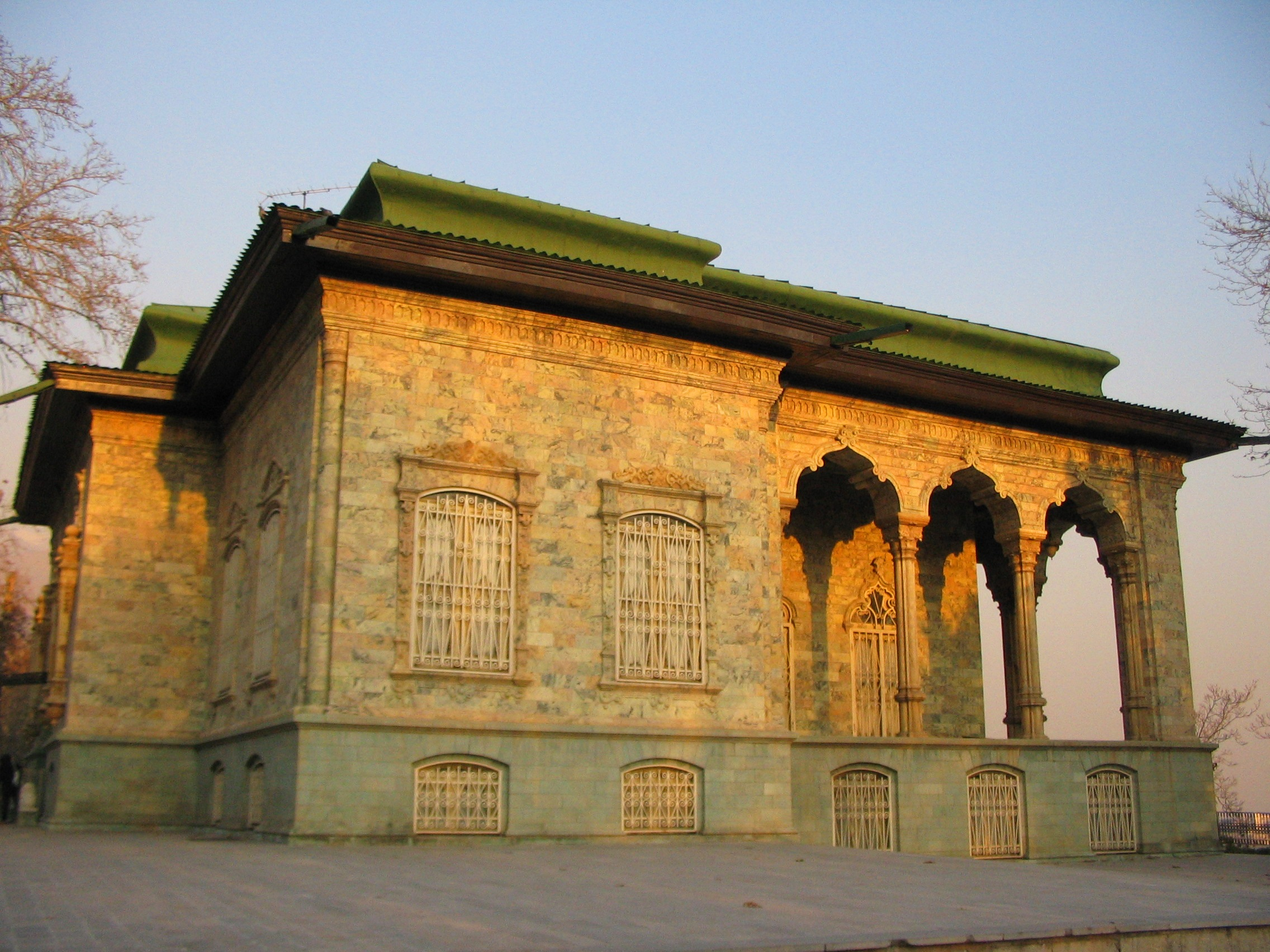
تصویری از بنای کاخ سبز
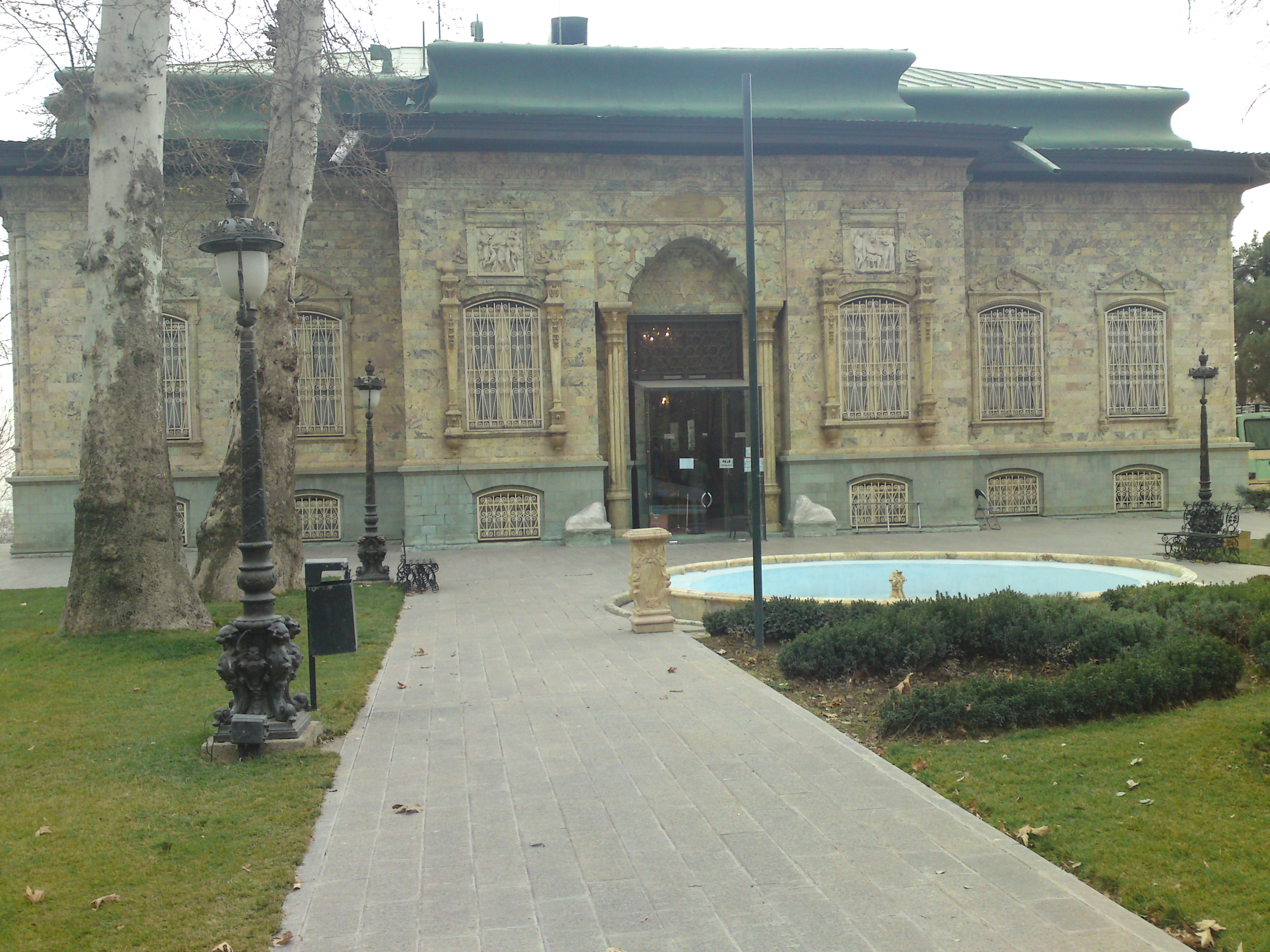
نمایی از ورودی کاخ سبز
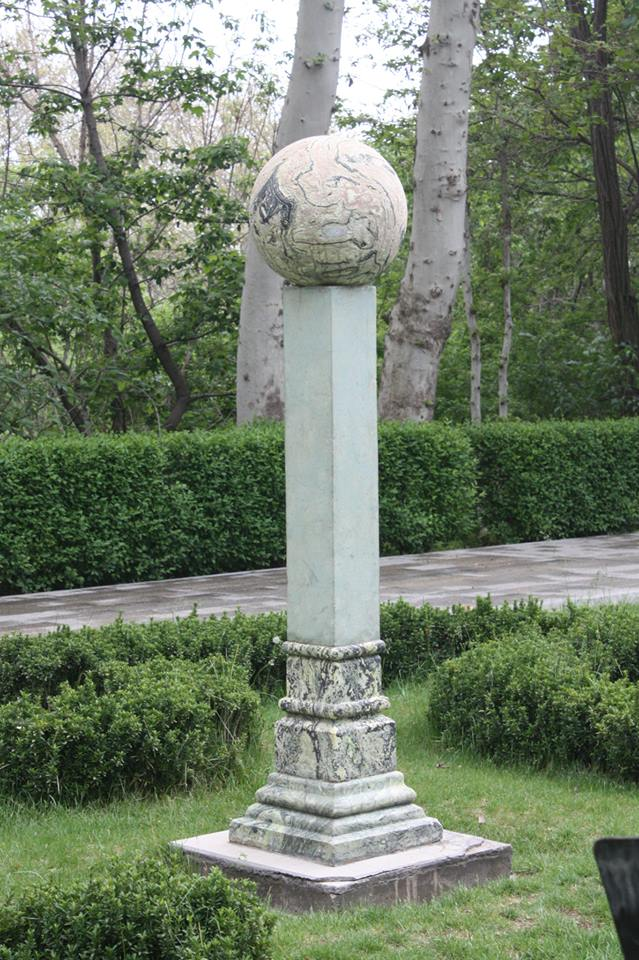
نمادی در محوطه شمالی شهوند
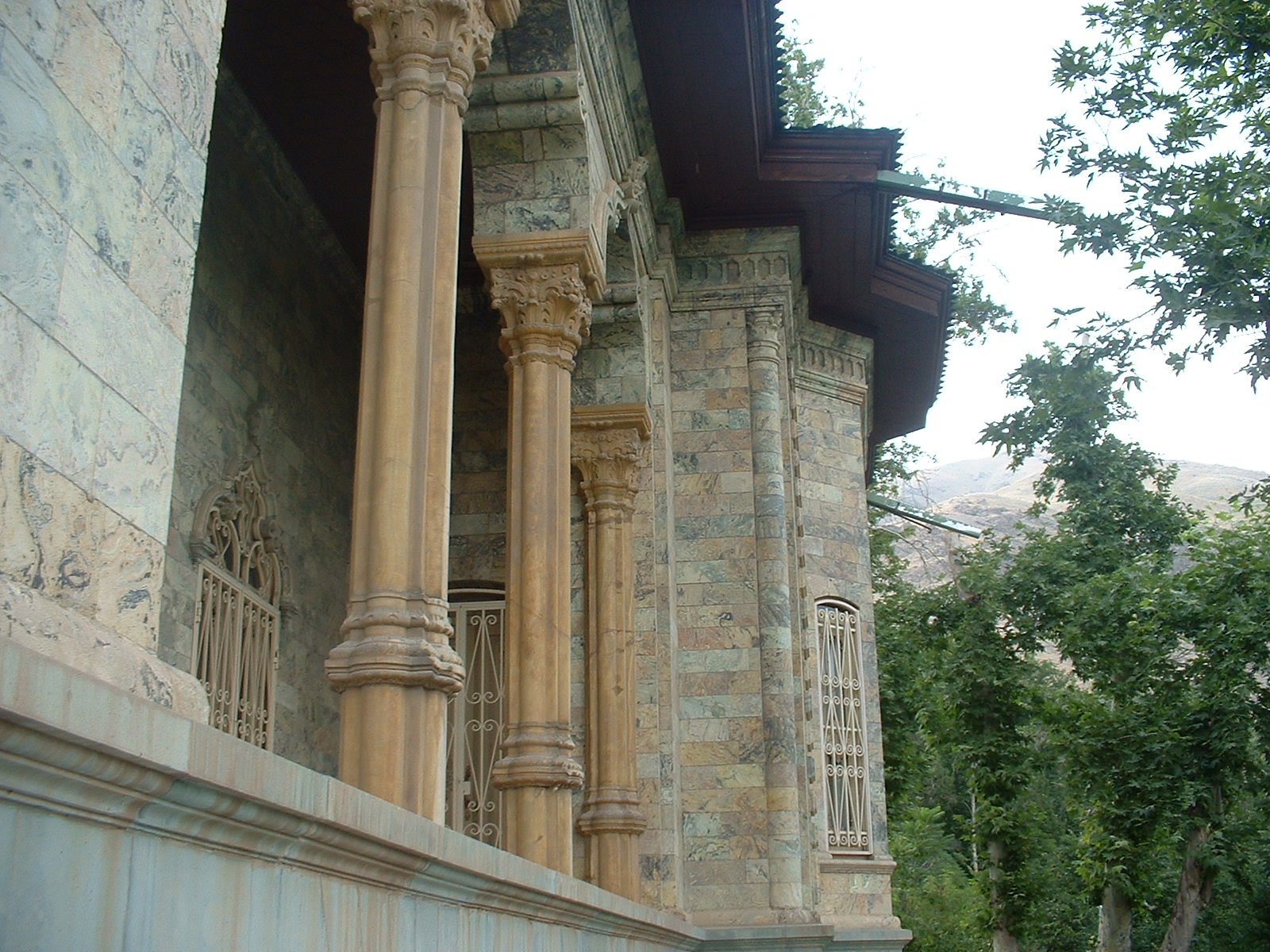
کاخ سبز.
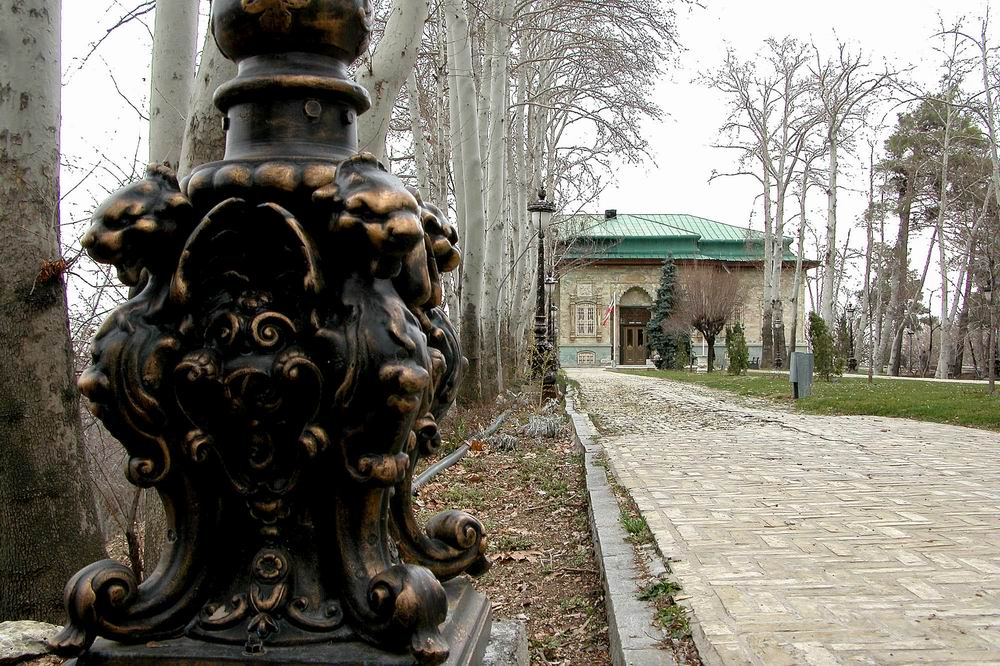
نمایی از کاخ سبز از دور
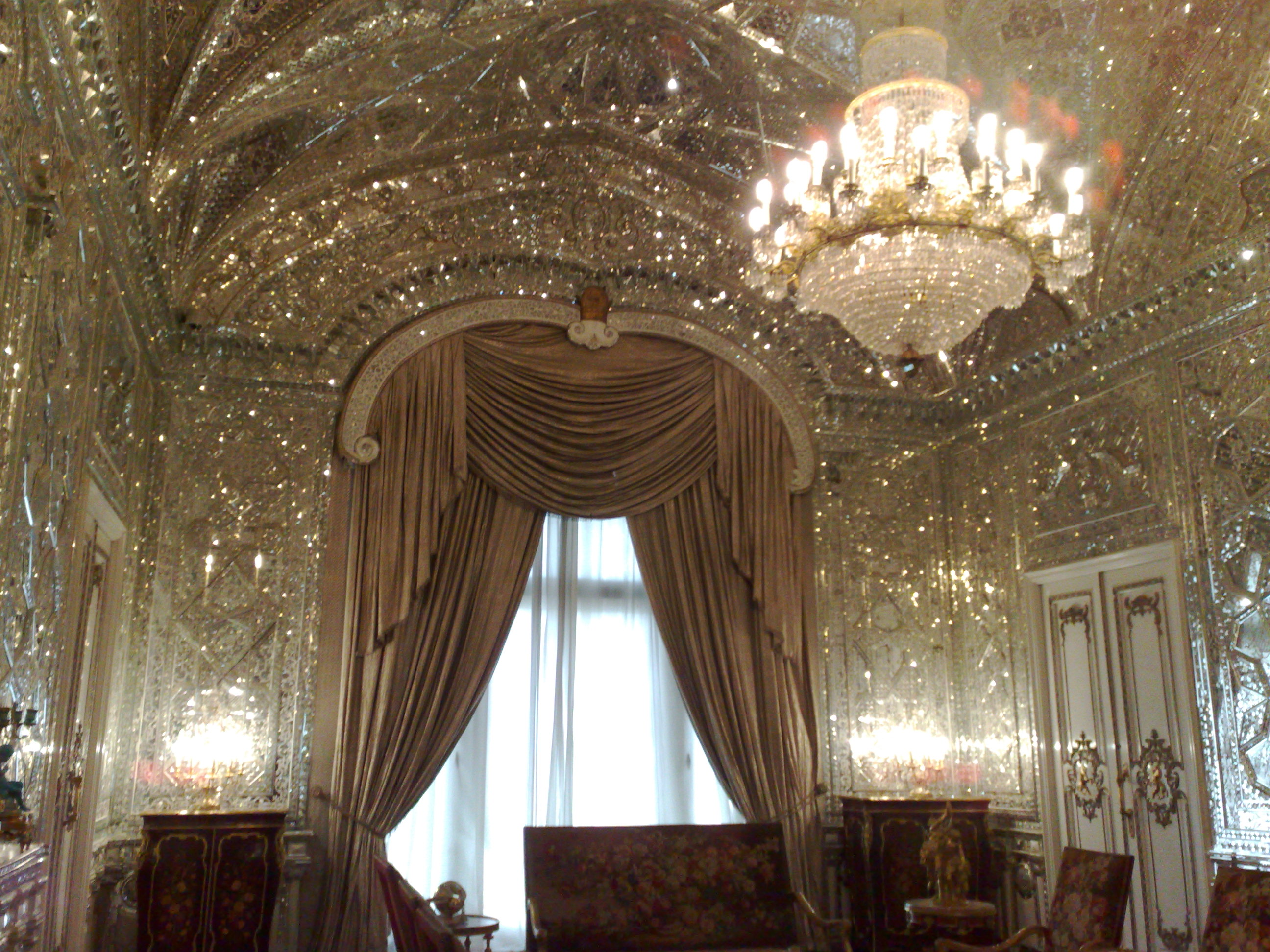
تالار آینه در کاخ سبز.
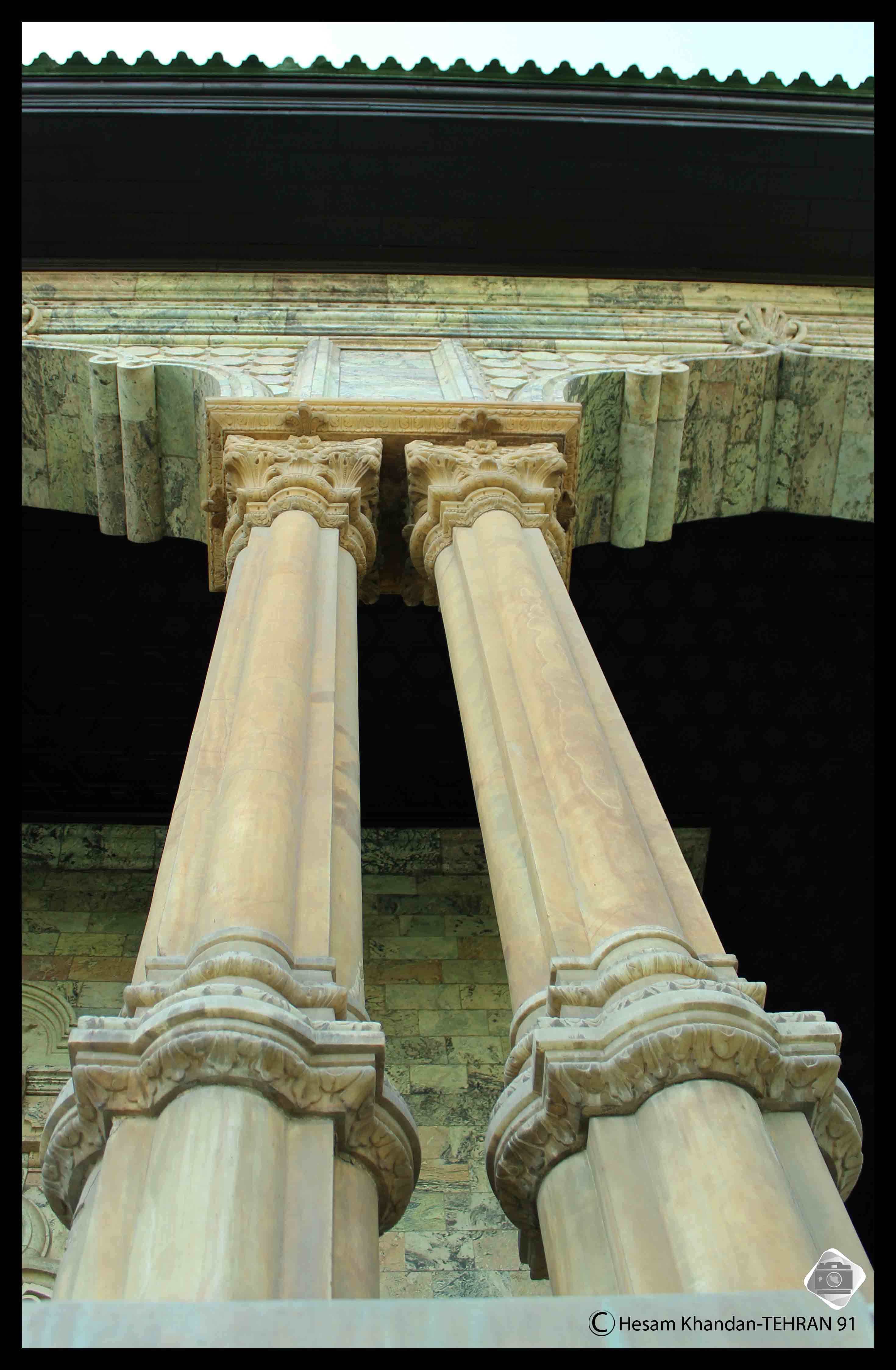

## موقعیت دقیق جغرافیایی
مشاهده کاخ سبز روی نقشه تهران و تصاویر و مکان‌های مرتبط با آن